# 毒草胺
毒草胺是一种含氮有机化合物，化学式C
11H
14ClNO，化学名：2-氯-N-异丙基乙酰苯胺（2-chloro-N-isopropylacetanilide），能用作除草剂，由孟山都公司研发。